# Patryk Foluszny
Patryk Foluszny (* 16. Juni 1996 in Ostrów Wielkopolski) ist ein polnischer Handballspieler. Er ist 1,95 m groß und wiegt 93 kg.
Foluszny spielte in seiner Heimat für KPR Ostrovia Ostrów Wielkopolski. Ab 2016 lief der Torwart für den deutschen Verein HSC 2000 Coburg auf. Im Sommer 2018 kehrte er zu seinem Heimatverein zurück, mit dem er 2022 in die erste polnische Liga aufstieg. Im Sommer 2022 wechselte der ehemalige polnische Jugend- und Juniorennationalspieler zum deutschen Oberligisten SV 64 Zweibrücken.